# Битва за Коррехидор (1942)
Битва за Коррехидор (англ. Battle of Corregidor) — одно из решающих сражений Филиппинской операции, состоявшееся 5 — 6 мая 1942 года за остров Коррехидор, преграждавший японскому флоту вход в Манильский залив. Наряду с битвой за Батаан захват острова стал завершающим этапом оккупации японцами северных Филиппин.

## Военно-оперативная ситуация
- 9 декабря 1941 — японская авиация атаковала американскую базу Кларк-Филд на острове Лусон и уничтожила более 100 американских самолётов, в том числе 17 бомбардировщиков B-17, предназначавшихся для налётов на Тайвань.
- 10 декабря — высадка первых японских десантов на Лусон. В их задачу входили захват аэродромов и подготовка вторжения основных сил японской армии.
- 22-24 декабря — высадка главных сил 14-й армии в заливе Лингайен и в районе Ламона. Наступление японской армии на Манилу.
- 23 декабря — генерал Макартур отдал приказ об отходе на полуостров Батаан.
- 2 января 1942 — японские войска вступили в Манилу.
- 7 января — 9 апреля — битва за Батаан, капитуляция американо-филиппинской армии.

## Ход боёв
Коррехидор был укреплён во время Первой мировой войны и оснащён мощной береговой артиллерией. Первые бомбардировки острова начались в декабре 1941 года. Остров был осаждён японской армией и подвергался атакам с моря и воздуха, которые продолжались до конца апреля 1942 года. После капитуляции американо-филиппинской армии на полуострове Батаан, японцы сосредоточили силы на захвате острова. 5 мая, после недельной артиллерийской подготовки, японские войска штурмовали Коррехидор. На следующий день гарнизон Коррехидора капитулировал.